# Woodbury Davis
Woodbury Davis (* 25. Juli 1818 in Standish, Maine; † 17. August 1871 in Portland, Maine) war ein US-amerikanischer Anwalt und Politiker, der 1855 Maine State Treasurer war.

## Leben
Die Familie von Davis zog, als er noch sehr jung war, in die Town Brooks im Waldo County. Dort besuchte er die örtlichen Schulen. Er studierte Recht in Belfast und wurde im Jahr 1847 im Waldo County als Anwalt zugelassen. Zunächst führte er eine Kanzlei in Portland und im Jahr 1855 übte er das Amt des Maine State Treasurer aus. 
Davis wurde am 10. Oktober 1855 von Gouverneur Lot M. Morrill zum Associate Justice des Maine Supreme Judicial Court ernannt. Er wurde am 11. April 1856 abgesetzt, jedoch am 25. Februar 1857 wieder ernannt. Davis verließ 1865 das Gericht und wurde 1866 zum Postmeister von Portland ernannt. In Portland war er als Anwalt bei Josiah Hayden Drummond in der Kanzlei Davis & Drummond tätig. Davis starb am 17. August 1871 im Alter von 53 Jahren in Portland.